# Rock gegen Rechts
Rock gegen Rechts ist ein unregelmäßig wiederholtes Motto von Konzertveranstaltungen gegen Rechtsextremismus in Deutschland und Österreich. Die Konzerte sind zugleich als politische Demonstrationen konzipiert. Das entsprechende Format wird auch unter anderen Namen (wie etwa „Wir sind mehr“ in Chemnitz 2018) beworben.

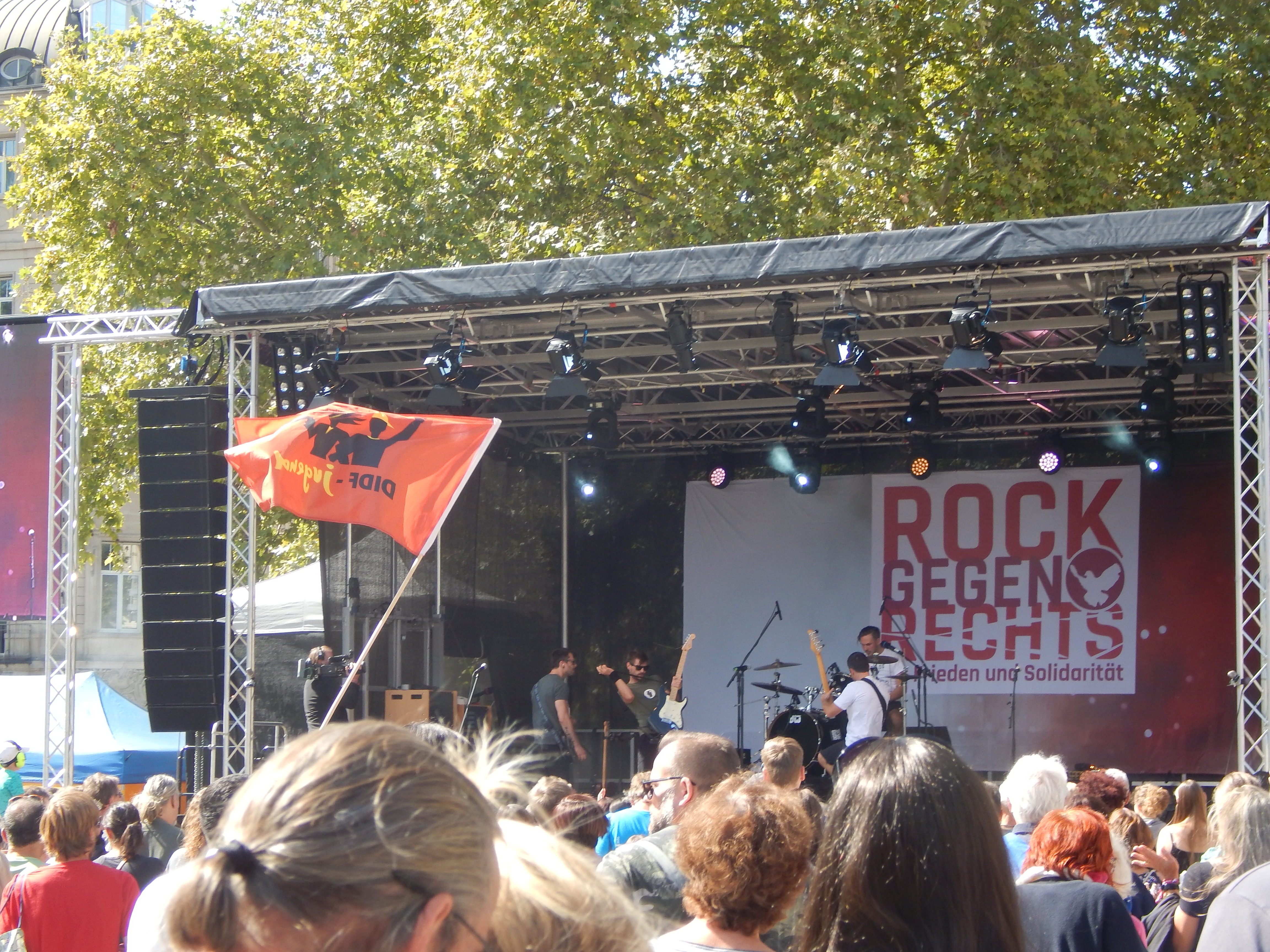
Rock gegen Rechts in Frankfurt, 2018

In den 1990er Jahren bis heute wird das Motto „Rock gegen Rechts“ immer wieder aufgegriffen, um auch kleinere politische Festivals zu organisieren. Einer der bekanntesten Künstler, dessen Auftritte oft unter dem Motto Rock gegen rechte Gewalt stehen, ist Udo Lindenberg.
Das wegen des Verbots einer geplanten Demonstration gegen „antideutsche Kommerzhetze“ am 3. September 2018 angerufene Verwaltungsgericht Chemnitz bestätigte, dass als politische Kundgebungen konzipierte Konzerte den Schutz des Grundrechts auf Versammlungsfreiheit im Sinne des Art. 8 GG genießen, wenn sie einen „nicht-kommerziellen“ Charakter haben.

## Frankfurt am Main 1979
Die Entstehung von Rock gegen Rechts (RgR) in Deutschland, so Daniel Laqua, ist auf den Erfolg von Rock Against Racism (RAR) im Vereinigten Königreich zurückzuführen, welches 1976 gegründet wurde. In England mobilisierte RAR gegen die rechtsextreme British National Front und wurde, so Laqua, als „«kreative Antwort»“ auf die tiefe soziale und politische Krise, die Großbritannien in den 1970er Jahren erfasste, interpretiert. In England erhielt RAR beachtliche Unterstützung und wurde als Massenbewegung beschrieben. In Deutschland entfaltete RgR allerdings kein vergleichbares Maß an Aktivitäten.
Das erste Rock-gegen-Rechts-Festival fand am 16. Juni 1979 in Frankfurt am Main auf dem Rebstockgelände statt und wurde vom gleichnamigen und 1978 in Hamburg gegründeten Verein organisiert. Das Festival war als Antwort auf die seit 1974 regelmäßigen stattfindenden „Deutschlandtreffen“ der NPD jeweils am 17. Juni in Frankfurt am Main konzipiert. 1978 war es zu gewaltsamen Auseinandersetzungen in Frankfurt gekommen, als etwa 10.000 Antifaschisten den Römer vor der NPD besetzten und etwa 3.000 Nationalisten durch die Frankfurter Innenstadt marschierten. Eine Demonstration, die 1979 vom DGB  auf dem Römerberg angemeldet worden war, wurde verboten. Etwa 40.000 Demonstranten setzten sich über das Verbot hinweg, worauf die Demonstration von der Polizei geduldet wurde und dann tatsächlich ohne Zwischenfälle verlief. Zu der Demonstration fand ein Sternmarsch zum Ostpark statt.
Das Festival selbst wurde unter Auflagen erlaubt und wurde von zirka 50.000 Menschen besucht. Höhepunkte waren die Bots aus Holland, Die Schmetterlinge aus Wien, Misty in Roots aus England, Guru Guru, Octopus, Michael Sagmeister Trio, Strassenjungs, Missus Beastly und Udo Lindenberg.
Ein zweites Rock-gegen-Rechts-Festival fand vom 14. bis 17. Juni 1980 sowohl in Frankfurt am Main als auch in Eschwege/Philippsthal statt.

## Mannheim 2008
Im Zuge mehrerer rechtsradikaler Übergriffe zwischen den Jahren 2005 und 2008 in der Metropolregion Rhein-Neckar fand in Mannheim am 20. Juni 2008 das bisher größte Rock gegen Rechts Open Air der Region vor rund 12.000 Besuchern statt. Die Veranstaltung wurde mit kommunaler Unterstützung und von mehreren Jugendorganisationen, Stadtjugendringverbänden, Parteien, Gewerkschaften, privaten Unternehmen und der Popakademie Mannheim organisiert sowie aus EU-Geldern mitrefinanziert. Vor Ort sprachen die ehemalige Oberbürgermeisterin der Stadt Ludwigshafen, Eva Lohse (CDU), und der amtierende Oberbürgermeister der Stadt Mannheim, Peter Kurz (SPD), als Vertreter der Metropolregion Rhein-Neckar. Das Organisationsteam legte damals, trotz vieler prominenter Anfragen, sehr viel Wert auf Nachwuchsbands, was zu diesem Line-Up führte:
- Blaues Wunder (Pop)
- Royal Rambo feat. Manu (Reggae)
- Shaolin Fight Club (Alternative)
- Überdosis Grau (Punkrock)
- Die Hesslers (Rock)
- Heuser (Softworck)
- Schogettes (Skapunk)

## Jena 2011
Am 2. Dezember 2011 organisierte Udo Lindenberg zusammen mit Sigmar Gabriel und der Stadt Jena ein Rockkonzert gegen den rechtsextremen Terror des NSU und dessen Unterstützer und Sympathisanten. Neben Udo Lindenberg traten Peter Maffay, Julia Neigel, Silly und Clueso bei dem Benefizfestival Rock ’n’ Roll-Arena Jena – Für die bunte Republik Deutschland vor 50.000 Menschen auf.

## Düsseldorf ab 2013
Am 3. August 2013 fand im Düsseldorfer Volksgarten das erste Rock gegen Rechts Düsseldorf statt. Im Laufe der Jahre traten u. a. Radio Havanna, Mal Élevé oder Rotfront bei dem für Besucher kostenlosen Festival auf.
Mit Informationsständen, Ausstellungen und Beiträgen der Düsseldorfer Zivilgesellschaft symbolisiert das Festival Vielfalt und solidarisches Zusammenleben in der Stadt und positioniert sich gegen Rassismus und Ausgrenzung. Mit dabei sind u. a. verdi, DGB Jugend, amnesty international, Düsseldorf stellt sich quer (DSSQ), die Flüchtlingsinitiative Stay, die Vereinigung der Verfolgten des Naziregmies (VVN/BdA), Parteiorganisationen wie die Grüne Jugend, die Jusos, die Linke Düsseldorf und viele mehr.

## Chemnitz 2018

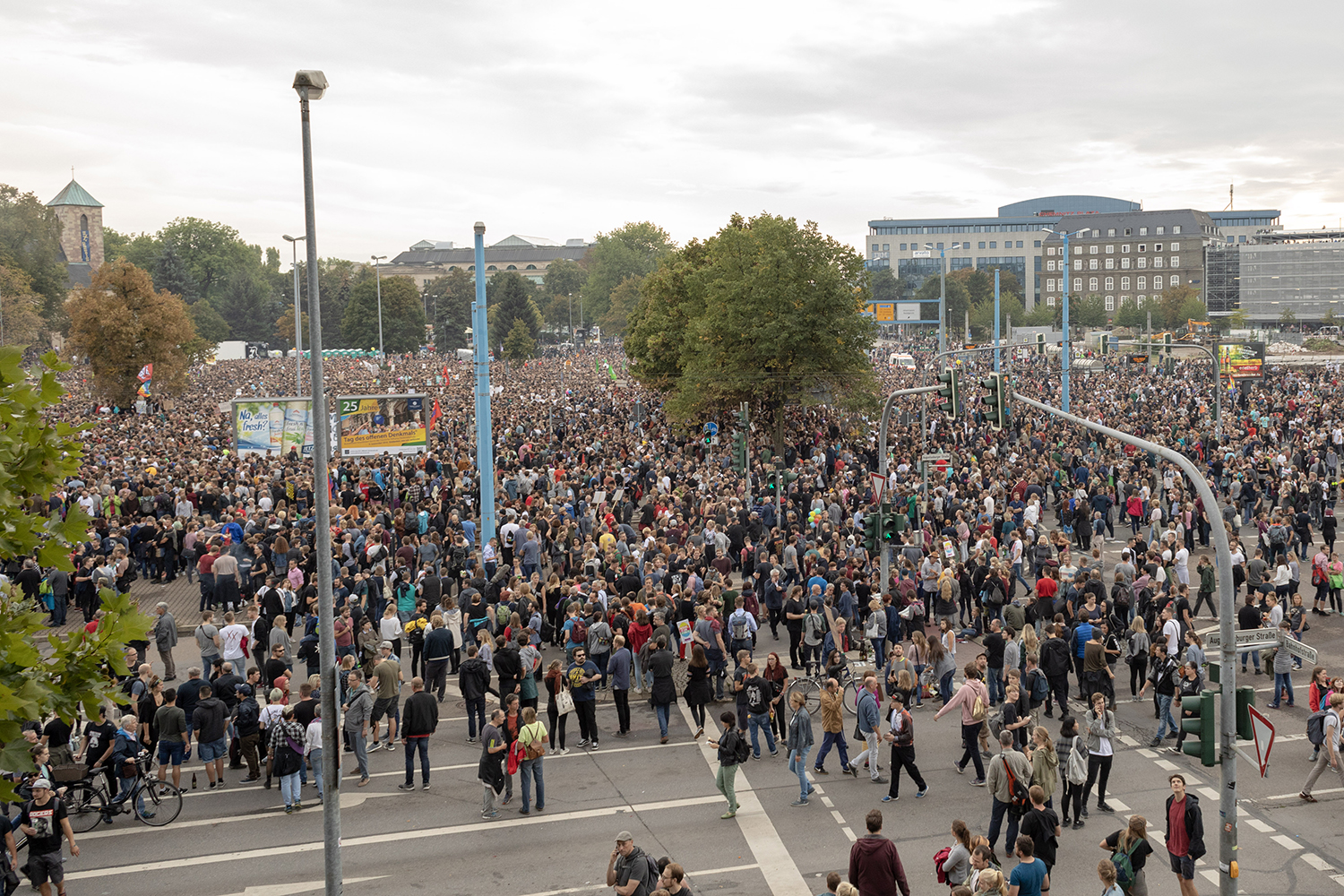
Besucher des Konzerts „Wir sind mehr“

Logo von Wir sind mehr auf Twitter

Am 26. August 2018 war am Rande des Chemnitzer Stadtfestes der 35-jährige Daniel H. erstochen worden. Der Tat verdächtigt wurden ein Syrer und ein Iraker. Angeheizt durch Meldungen in sozialen Netzwerken, fand in Chemnitz am 27. August 2018 eine von der Bürgerbewegung Pro Chemnitz angemeldete Demonstration statt, an der ca. 6000 Menschen teilnahmen. Es kam zu fremdenfeindlichen Ausschreitungen. Am 28. August fand in Chemnitz ein von der AfD und der Pegida organisierter „Trauermarsch“ statt.
Um den Eindruck zu korrigieren, die Stimmung in Chemnitz sei zugunsten der AfD und ihrer Anhänger „gekippt“, wurde kurzfristig ein Konzert in Chemnitz organisiert, das als Gegendemonstration konzipiert war und unter das Motto „Wir sind mehr“ gestellt wurde. Das Konzert wurde von der Chemnitzer Band Kraftklub mit Unterstützung des Chemnitzer Stadtmarketings organisiert. An der Veranstaltung nahmen 65.000 Menschen teil. Auf dem Konzert traten Künstler wie Die Toten Hosen, Casper, Feine Sahne Fischfilet, K.I.Z, Marteria, Nura sowie Trettmann auf.